# Mercedes-Benz 300SEL 6.3
Mercedes-Benz 300SEL 6.3 (S от Super — «супер», E от Einspritz — «впрыск», L от Lange — «длинный») — легковой автомобиль люкс-класса, совмещающий комфорт и мощность значимых спортивных моделей XX века, выпускавшийся автомобильным концерном Mercedes-Benz с 1968 по 1972 год.
Всего было выпущено 6526 копий данной модели.

## История
Mercedes-Benz 300 SEL 6.3 появился на свет в 1966 году в качестве идеи предприимчивого инженера Эриха Ваксенбергера (англ. Erich Waxenberger), который возглавлял в то время конструкторское бюро компании Mercedes-Benz. Суть идеи заключалась в следующем: взять мощный 6,3-литровый двигатель V8 Mercedes-Benz M100 от престижного лимузина Mercedes-Benz W100 и поместить его в очередную версию Mercedes-Benz W109 S-класса, имевшего на то время 6-цилиндровый агрегат. Несмотря на все сомнения окружающих, эксперимент оказался успешным, а его результатом стал почти 2-тонный автомобиль с производительностью, аналогичной большинству специализированных спортивных автомобилей той эпохи. Утверждают, что Рудольф Уленхаут, будучи приглашённым на тест-драйв прототипа, на первой же остановке открыл капот с целью узнать, как такой большой двигатель и его вспомогательные компоненты там уместились.
В результате чрезвычайно консервативная компания решила пустить автомобиль на рынок и представила его на Женевском автосалоне в марте 1968 года. В качестве стартовой цены планировалась установить сумму в 14 000 $. 6500 выпущенных копий модели с двигателем 6,3 сразу же побили цифры, превысив 2700 сборок 600-го лимузина. Автомобиль выглядел почти также, как и обычный 300SEL, но двойные круглые фары говорили об установленном 6,3-литровом двигателе V8 мощностью в 250 лошадиных сил. Во всех отношениях это был легковой автомобиль высшего класса. На нём использовали двойные круглые фары, расположенные одна над другой, широкие колеса и шины. Mercedes-Benz 300 SEL 6.3 легко развивал скорость 200 км/ч и выше. Отличить его от моделей с 6-цилиндровыми двигателями было практически невозможно.
Позже компания оснастила данную модель меньшими по объёму двигателями V8, выпустив 300SEL 4.5 (была доступна только в США) и 280 SE 3.5 купе (для Европы).
Журнал «Road & Track» определил его, как «просто самый лучший седан в мире». Модель 300SEL 6.3 не была предназначена для соревнований. Её развитием стала модель 1975 года — Mercedes-Benz 450SEL 6.9.

## Технические характеристики
Mercedes-Benz 300 SEL 6.3 оснащён 6332 см3 V8 двигателем Mercedes-Benz M100 с системой впрыска топлива от компании Bosch, развивающий мощность в 247 лошадиных сил (184 кВт). Трансмиссия 4-ступенчатая автоматическая. Кроме того на автомобиле установлены пневматическая подвеска, вентилируемые дисковые тормоза на всех четырёх колесах, электростеклоподъёмники, центральный замок и гидроусилитель руля. В качестве дополнительных опций, доступных для установки, присутствует кондиционер, люк на крыше, шторки на окна, автомобильная магнитола и иное оборудование.
Кроме стандартного Mercedes-Benz 300SEL 6.3, выпускалась AMG-версия автомобиля: 300SEL 6.8 AMG мощностью в 428 л. с. (315 кВт) и крутящим моментом до 610 Н·м. Скорость разгона до 100 км/ч составляла всего 4,2 секунды, максимальная же скорость равнялась 265 км/ч.

### Динамика разгона
- 0-100 км/ч: 6,3 секунды[2][9]
- 0-160 км/ч : 14,6 секунды
- Максимальная скорость: 229 км/ч[2]